# 托爾高戰役
托爾高戰役（Battle of Torgau），是七年戰爭中普魯士與奧地利在1760年11月3日的戰役。以普軍勝利作結。

## 戰前形勢
李格尼茨戰役後，腓特烈大帝率軍指向西里西亞，道恩儘管仍然在數量上占有絕對優勢，還是謹慎地撤出西里西亞，採取守勢。整個8月份，道恩的8萬人和腓特烈、亨利親王兄弟會合後集結的5萬普軍對峙。但是整個戰略形勢對普魯士仍然嚴峻。10月，東線俄軍分出Totleben少將和切爾尼謝夫（Chernyshev）中將兩個軍共17,600人，突擊柏林，一開始被守軍擊退。但是10月7日，萊西將軍率從道恩主力分出的18,000奧軍，與俄國遠征分隊會合，再次進攻。10月9日，柏林投降。腓特烈急忙率軍來救柏林，俄奧聯軍遂放棄柏林，俄軍回到奧得河上的主力營地，奧軍萊西部南下，與道恩主力會師於薩克森境內，共53,000人，屯兵於奧得河以西，托爾高城下，面向南方擺開陣勢。11月3日，托爾高戰役開始。

## 兩軍交鋒
腓特烈的兵力有48,000人，246門大炮，其中包括181門重炮。這次戰役，腓特烈的計畫有新的特點：他命令齊騰率18,000人（11,000步兵和7,000騎兵）在南方正面牽制奧軍主力，腓特烈本人率領主力3萬人，分3個縱隊行軍，悄悄從奧軍右翼外側繞到北面，奧軍的背後發起攻擊。普軍主力清晨6點半出發，中午時分腓特烈自己所在的第一縱隊繞到奧軍陣地背後，但是第二第三縱隊還有大部分重炮沒有跟上來。奧地利軍中的克羅地亞輕步兵偵察到這個動向，向道恩報告，道恩立即從南方正面分兵向北抵擋，形成一個空心大方陣。下午兩點，腓特烈為了抓緊時間，不顧迂回部隊還沒有到齊，命令發動攻擊，由於奧軍開始有了準備，炮火猛烈，普魯士第一梯隊10個營擲彈兵，死傷2/3，退下來，緊接著，第二波攻擊也告失敗。一直到下午4點半，普軍北方戰線逐次投入兵力，始終未能突破奧軍防線 。腓特烈國王本人被一槍擊中，子彈穿透幾重棉衣，卻沒有透入身體。
在南方正面，奧軍萊西面對著普軍的齊騰。齊騰本來擔任的是佯攻任務，但是他充分發揮主動性，以一次接一次的衝鋒，緩慢地把萊西推向東北方向易北河邊。這樣，萊西和背後及右翼的道恩主力間拉開一段距離。下午4點，齊騰突然兵鋒一轉，向西北方向衝進這個缺口，以本身4個騎兵旅，加上薩爾登（Saldern）將軍的近衛騎兵旅，猛攻道恩主力。北方許森（Hulsen）將軍率領第二和第三縱隊最後趕到的兵力，也發動最後的突擊，正好與齊騰形成前後夾擊。奧軍總司令道恩元帥受傷，代司令奧唐納（O' Donnell，愛爾蘭人）看到陣地已不可守，下令總退卻。

## 戰後影響
這一戰普魯士取得了勝利，但是代價高昂：奧地利損失15,000人，普魯士方面的損失，各種資料估計從16,600人到24,700人不等，大約總在2萬以上。後世的評價，拿破崙認為腓特烈在這次戰役中犯了分散兵力的大忌，理應遭受慘重的失敗才對。而克勞塞維茨則認為，腓特烈是在實驗現代戰爭中把部隊分為幾個部分，協同作戰的新方法，只不過這次不太成功而已，因為下一次戰役腓特烈就成功運用了這種手段。

## 參看
- 七年戰爭

## 註腳
1. ↑  Bond 1998，第22頁.
2. 1 2  Nolan 2017，第193頁.
3. ↑  Duffy, Army, p 235. Duffy gives all strengths and losses.
4. 1 2  Clodfelter 2017，第82頁.
5. 1 2  Duffy, Military Life, p. 217